# Michael Paré

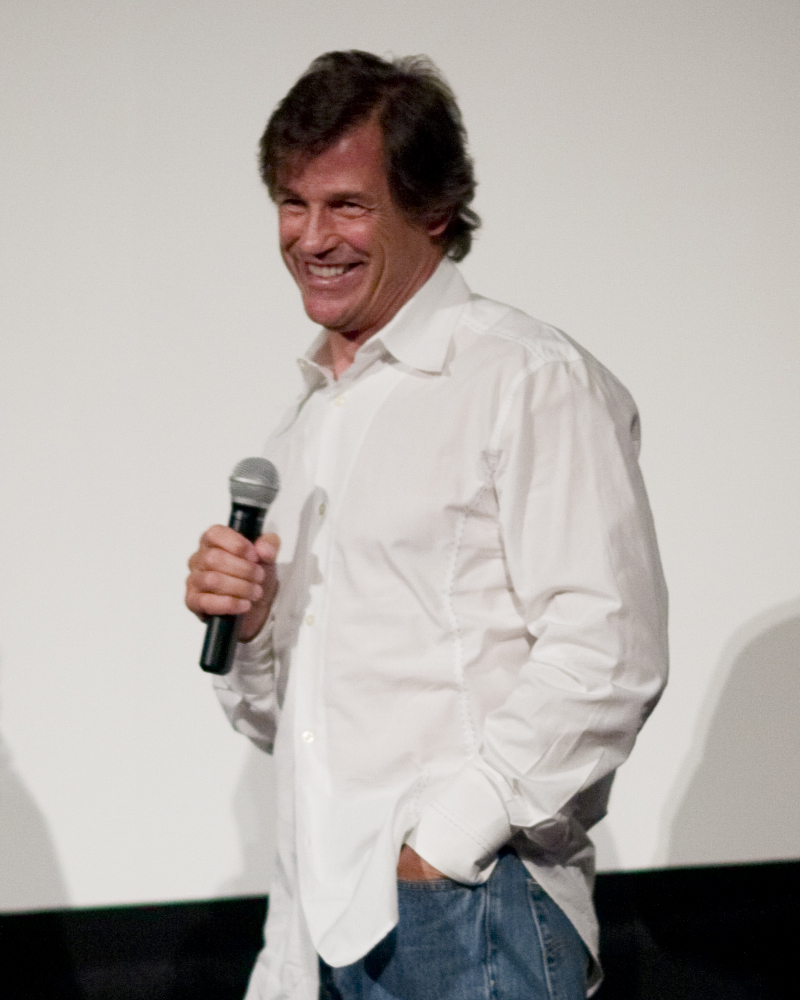
Michael Paré (2008)

Michael Paré (* 9. Oktober 1958 in Brooklyn, New York City) ist ein US-amerikanischer Schauspieler.

## Leben
Paré machte eine Ausbildung zum Koch und arbeitete in einem Restaurant, als ihm sein Aussehen zu einer Modelkarriere verhalf. Er studierte Schauspiel bei Uta Hagen und hatte seinen Durchbruch mit der Fernsehserie The Greatest American Hero, die von 1981 bis 1983 ausgestrahlt wurde. Paré hatte einen sensationellen Erfolg in der Hauptrolle von Eddie and the Cruisers, in dem er einen Rockstar spielte. Der Film machte ihn für kurze Zeit zum begehrtesten jungen Schauspieler in Hollywood.
Er spielte danach in einer Reihe von Actionfilmen oder Krimis, doch allmählich blieb der Erfolg aus und die Qualität der Filme nahm stetig ab. Seitdem spielte er meist in B-Filmen, die direkt für den Videomarkt produziert wurden. Ferner war er festes Ensemblemitglied in den Fernsehserien Die glorreichen Zwei (Houston Knights, 1987 und 1988) und Starhunter (2000–2003). Seit 2001 war er in fast allen Filmen von Uwe Boll zu sehen. 2005 beteiligte sich Paré an Island of Beasts auch erstmals als geschäftsführender Produzent (executive producer). Sein Schaffen als Schauspieler umfasst mehr als 200 Produktionen.

## Persönliches
Michael Paré ist in dritter Ehe mit Marjolein Booy verheiratet. Zusammen haben sie ein Kind.

## Filmografie (Auswahl)
- 1981–1983: The Greatest American Hero (Fernsehserie, 23 Folgen)
- 1983: Eddie and the Cruisers
- 1984: Das Philadelphia Experiment (The Philadelphia Experiment)
- 1984: Straßen in Flammen (Streets of Fire)
- 1986: Madrid Connection (Instant Justice)
- 1987–1988: Houston Knights – Die glorreichen Zwei (Houston Knights, Fernsehserie, 30 Folgen)
- 1988: Lost World – Die letzte Kolonie (World Gone Wild)
- 1989: Eddie and the Cruisers 2
- 1990: Moon 44
- 1991: Heiße Nächte in L.A. (Sunset Heat)
- 1992: First Light
- 1992: Into The Sun
- 1993: Deadly Heroes
- 1995: Das Dorf der Verdammten (Village of the Damned)
- 1996: Bad Moon
- 1998: Eine zweite Chance (Hope Floats)
- 1999: The Virgin Suicides
- 2000: Sanctimony – Auf mörderischem Kurs (Sanctimony)
- 2000–2003: Starhunter (Fernsehserie, 25 Folgen)
- 2001: A Month of Sundays
- 2003: Heart of America
- 2004: Gargoyles – Flügel des Grauens (Gargoyle)
- 2005: BloodRayne
- 2005: Island of Beasts (Komodo vs. Cobra)
- 2005: Crash Landing
- 2007: Furnace – Flammen der Hölle (Furnace)
- 2007: Seed
- 2007: Postal
- 2007: BloodRayne II: Deliverance
- 2008: 100 Feet
- 2008: Far Cry
- 2008: Alone in the Dark II
- 2008: 1968 Tunnel Rats
- 2008: Road to Hell
- 2009: Rampage
- 2010: Bloodrayne: The Third Reich
- 2011: Blubberella
- 2011: Der Mandant (The Lincoln Lawyer)
- 2012: Das Philadelphia Experiment – Reactivated (The Philadelphia Experiment)
- 2012: Maximum Conviction
- 2013: Assault on Wall Street
- 2013: Operation Olympus – White House Taken (Suddenly)
- 2015: Operator – Wettlauf gegen die Zeit (Operator)
- 2015: Schachmatt – Spiel ohne Ausweg (Checkmate)
- 2015: Bone Tomahawk
- 2016: The Infiltrator
- 2017: The Neighborhood
- 2017: Global Storm – Die finale Katastrophe (Global Meltdown)
- 2017: Gangster Land (In the Absence of Good Men)
- 2018: Puppet Master: Das tödlichste Reich (Puppet Master: The Littlest Reich)
- 2018: Battle Drone
- 2021: South of Heaven
- 2021: Triassic Hunt
- 2022: Top Gunner 2 – Danger Zone (Top Gunner: Danger Zone)
- 2022: Renegades
- 2022: 2025 Armageddon – Willkommen im Multiversum (2025 Armageddon)
- 2022: Alien Space Battle (Attack on Titan)
- 2022: Crawlers – Angriff der Killerwürmer (It Crawls Beneath/They Crawl Beneath)
- 2022: Headless Horseman – Pakt mit dem Teufel (Headless Horseman)
- 2023: America is Sinking
- 2023: World Invasion: Alien Attack (Alien Apocalypse)
- 2024: Alien: Rubicon
- 2024: PlanetQuake (Planetquake)
- 2024: War of the Worlds – Extinction
- 2025: The Land That Time Forgot